# Jevgenij Jevtušenko
Jevgenij Aleksandrovič Jevtušenko (rus. Евгений Александрович Евтушенко; Zima, 18. jul 1932 — Talsa, 1. april 2017) bio je sovjetski i ruski pjesnik, pisac, esejist, dramaturg, scenarista, režiser i glumac.

## Porijeklo i mladost
Jevtušenko se rodio na željezničkoj stanici sibirskog sela Zima u Irkutskoj oblasti u kojoj su, kako sam pisac kaže, „carovali mirisi baruta i snijega, kedrova i žita”. Roditelji su mu bili Aleksandar Gangnus i Zinaida Jevtušenko, oboje geolozi. Otac Aleksandar je bio i pjesnik-amater a majka Zinaida glumica, zaslužna umjetnica Sovjetskog Saveza. Jevtušenkova porodica se 1944. godine preselila iz Sibira u Moskvu. Desetorazrednu školu je pohađao u Moskvi, gdje su ga kao petnaestogodišnjaka isključili iz škole pod sumnjom da je zapalio školske dnevnike sa ocjenama đaka. Počeo je da piše svoje prve pjesme 1949. godine; iste je publikovao u novinama Sovjetski sport. Školovanje je nastavio 1952. godine na Institutu literature „Maksim Gorki”, odakle je bio izbačen zbog disciplinskih prestupa i podrške književniku Vladimiru Dudincevu. Na Institut je bio primljen bez položene mature a iste godine je bio primljen u članstvo Saveza pisaca Sovjetskog Saveza, pri čemu je preskočio status kandidata za člana. U oba slučaja prijem je bio zasnovan na ocjeni vrijednosti njegove knjige stihova Izviđači budućeg, koju je publikovao 1952. godine. Dalje se sam obrazovao; tako je naučio engleski, francuski, italijanski, španski.

## Pregled stvaralaštva
Jevtušenko je bio darovit fudbaler, ali se opredijelio za poeziju jer je, u to doba, u Sovjetskom Savezu bilo popularnije i isplativije biti pjesnik. Njegovo pjesničko stvaralaštvo pripada vremenu pjesničkog uzleta koji pada u vrijeme od 1950. do 1980. godine i u kojem su stvarali Ahmadulina, Roždestvenski, Okudžava i Voznesenski. SSSR je bio oduševljen svojim pjesnicima čiji su nastupi punili stadione, a poezija je po popularnosti dostizala estradu.
To vrijeme je bilo vrijeme takozvanog Hruščovljevog ’odmrzavanja’, a jedan od simbola tog odmrzavanja su bile večeri poezije u velikoj sali Politehničkog muzeja u Moskvi gdje je Jevtušenko nastupao sa ostalim pjesnicima. Poezija se u to vrijeme u Sovjetskom Savezu recitovala i čitala na stadionima, u parkovima, trgovima i na drugim javnim mjestima. Jevtušenko je bio jedinstven pjesnik u svijetu koji je čitao svoju poeziju pred sto hiljada ljudi.
U periodu ’odmrzavanja’ Jevtušenko je publikovao nekoliko zbirki pjesama koje su dostigle veliku popularnost: Treći snijeg (1955), Ulica entuzijasta (1956), Obećanje (1957), Stihovi raznih godina (1959), Jabuka (1960), Nježnost (1962), Zamah ruke (1962).
Objavljuje zbornike Posljednji pokušaj (1990), Moja emigracija i Bjeloruska kap krvi (1991), Nema starosti (1993), Moja zlatna misterija (1994), knjige Između Ljubjanke i Politehnike (2000), Probiću se u dvadeset prvi vijek... (2001), Između grada da i grada ne (2002).
Objavio je priče Perl Harbur (1967) i Ardabiola (1981), romane Jagodni predjeli (1982), Ne umiri prije smrti (1993), Autobiografija (1963, francusko izdanje) i knjigu uspomena Vučiji pasoš (1998), kao i veći broj eseja.
Krajem decembra 2012. godine u Moskvi, Jevtušenko je predstavio zbirku pjesama Sreća i gubitak, u koje je uključio djela napisana u svojim poznim godinama. Jevtušenkova djela su prevedena na 72 jezika i obuhvataju 150 knjiga.
Njegova poema Babi jar je inspirisala Šostakoviča da napiše Trinaestu simfoniju. Nakon premijernog izvođenja simfonije Šostakovič je dobio ultimatum: ili pomenuti da su u Babi jar ubijani, pored Jevreja, Rusi i Ukrajinci ili će simfonija biti zabranjena. Da bi se simfonija spasila, Jevtušenko je dodao nove stihove poemi a Šostakovič učinio neznatne izmjene u muzici. Dodatni stihovi nisu ni u kojem slučaju značili da je Jevtušenko napisao politički podobnu verziju ove poeme. Udruženje ruskih Jevreja, zbog političke pozadine poeme — žigosanja antisemitizma u sovjetskoj politici —, navelo je da ga 2007. godine kandiduje za Nobelovu nagradu.
Njegov posljednji roman Ne umiri prije smrti dobio je prestižnu italijansku nagradu „Boccacio” (Bokačo) kao najbolji strani roman 1995. godine.
Što se tiče filma, Mihail Kalatozov i Sergej Urusevski su ekranizovali Jevtušenkovu poemu u prozi Ja sam Kuba! (1963). Sam Jevtušenko je snimio po svome scenariju filmove Dječiji vrtić (1983) i Staljinova sahrana (1990); bio je u ulozi Ciolkovskog na slici Save Kuliša — Uzlijetanja (1979). U pozorištu na Maloj Bronoj Aleksandar Polamišev je postavio na scenu Jevtušenkovu poemu Hidroelektrana Bratsk (1967). U Teatru na Taganki Jurij Ljubimov je po stihovima Jevtušenka postavio spektakl Pod kožom statue Slobode (1972), a Venijamin Smehov — Nema godina (2013). Jevtušenko je svoje fotografije izložio u 14 gradova Sovjetskog Saveza, među kojima su Moskva, Tbilisi, Vilnjus, Kujbišev, Irkutsk; izlagao je takođe u Italiji i Engleskoj.

## Kritika
Njegove pjesme odlikuje širok spektar emocija i žanrovska raznolikost, koji se kreću od intimne lirike do antiratne tematike. Kao i sva njegova generacija iz šezdesetih godina dvadesetog vijeka, Jevtušenkove pjesme su lirske a centralni likovi su mladi ljudi — buntovnici, za razliku od epske ratne poezije i herojstva što je do tada bilo popularno.
Po V. Kazaku njegovom poetskom uspjehu su doprinijeli jednostavnost i prijemčivost njegovih stihova a često i skandali koji su pratili njegovo ime. Svjesno računajući na publicitet Jevtušenko je za svoje stihove birao teme aktuelne političke partije (Staljinovi nasljednici, Hidroelektrana Bratsk), teme kritički nastrojenog društva (Babi jar, Balada o krivolovu). Njegovi stihovi su često narativni i bogati detaljima, ponekad opterećeni dužinom i površnošću, a njegov poetski talent rijetko ispoljava duboku i sadržajnu naraciju. On voli igru riječi i zvukova u čemu ponekad pretjeruje. Sujeta ga je gonila da postane tribun poststaljinovskog perioda, čime nastavlja tradiciju Majakovskog nauštrb pjesničkog talenta.
Negativno mišljenje o Jevtušenku, kao piscu i čovjeku, izrazio je J. Brodski: „loš pisac i još gori čovjek”. Po Brodskom, Jevtušenkovi stihovi se mogu čitati, voljeti i pamtiti, ali nivo cjelokupnog Jevtušenkovog djela Brodskom se ne dopada.
Slovački prevodilac Jevtušenkove poezije L. Feldek se oduševljava Jevtušenkovom poemom Svadba, za koju kaže da je jedna od najljepših poema napisanih u dvadesetom vijeku i potvrda je autorovog talenta.
Srpski pjesnik i izdavač G. Božović Jevtušenkovu poeziju naziva poezijom prilagođavanja:

„Jevtušenko je osudio staljinizam posle Staljinove smrti, kao što su njegove pesme pune osude nepravdi koje se događaju po svetu, izvan sovjetskog društva. Njegova poezija je puna politike, ali nekako je, gotovo uvek, to bila društveno prihvatljiva, nesubverzivna, beskonfliktna politika. Otuda je Jevtušenko i pesnik i simbol svog vremena, a njegove pesme primer žrtve koju su mnogi pisci komunističkog sveta podneli ne bi li opstali i bili prihvaćeni. I zato se Jevtušenkove pesme teško mogu razumeti izvan razumevanja vremena u kojem su nastale.”

Knjiga Jevtušenkovih poema, koje je on sam izabrao, Stolen Apples (Ukradene jabuke) a koje su preveli američki pjesnici, među kojima je Džon Apdajk, ima dva predgovora: jedan koji je napisao Jevtušenko a drugi Apdajk. Jevtušenko daje prevodiocima knjige punu slobodu u prevođenju jer, kaže, samo puna sloboda omogućava stvaralaštvo. Apdajk razmišlja o svim pokušajima da se odredi Jevtušenko i prosto kaže „Jevtušenko je pjesnik” i odbacuje svaku sugerisanu ili pretpostavljenu političku pozadinu Jevtušenkovog pjesništva.

## Društvena i politička aktivnost
Sa učlanjenjem u Savez pisaca Sovjetskog Saveza Jevtušenko je postao sekretar Komsomola Saveza. Bio je sekretar uprave Saveza pisaca Sovjetskog Saveza od 1986. do 1991. Od decembra 1991 godine — sekretar uprave Unije saveza pisaca. Od 1989. godine — kopredsjednik asocijacije pisaca „April” a od 1988. godine — član društva „Memorijal”.
Bio je narodni poslanik Sovjetskog Saveza za grad Harkov od 1989. godine do kraja postojanja Sovjetskog Saveza.

## Buntovnik i konformist
U prvu zbirku Jevtušenkovih stihova je ušla poema koja slavi Staljina. Jedna glava poeme Kazanski univerzitet je posvećena Lenjinu povodom obljetnice Lenjinovog rođenja. Po samom Jevtušenku ove poeme su nastale pod uticajem propagande. Rani Jevtušenkovi stihovi odražavaju optimizam i vjeru u svijetlu komunističku budućnost, što je bilo karakteristično za cijelo pokoljenje pjesnika i pisaca šezdesetih godina dvadesetog vijeka u Sovjetskom Savezu. Godine 1954. je izbačen sa „Maksima Gorkog”, a 1956. godine izbačen iz Komsomola zbog jedne poeme za koju se teško može reći da je bila politički neprihvatljiva (poema veliča idealizam osamnaestogodišnje članice Komsomola i izražava izvjesnu brigu o sudbini njenih ideala).
Godine 1962. je u Pravdi opublikovana poema Staljinovi nasljednici povodom uklanjanja Staljinovog tijela iz mauzoleja — gdje kaže da, iako je Staljin umro, staljinizam i dalje živi. Veći odjek u javnosti su imale njegove druge poeme: Babi jar (1961), Pismo Jesenjinu (1965), Tenkovi su u Pragu (1968). Ove poeme su bile otvoreni izazov vlastima ali je Jevtušenku bilo dozvoljeno da publikuje svoju poeziju, putuje u zemlji i po inostranstvu. Zbog toga su ga optužili da mlako kritikuje staljinizam, da se zadržava na površini i ne ulazi u dublju analizu staljinizma, da pazi da se ne zamjeri vlastima, da nikada ne prelazi granicu nakon koje bi ga režim mogao svrstati među disidente i zabraniti mu javno djelovanje. Ili, kako to reče Brodski, Jevtušenko „baca kamenje samo u smjerovima koji su službeno dopušteni”.

## Porodični život
Jevtušenko je bio zvanično oženjen četiri puta. Njegove žene su bile Bela Ahmadulina, Galina Sokol-Lukonina, Jan Butler i Marija Novikova. Iz tih brakova rodilo mu se petoro djece — svi sinovi. Za razvode nije krivio svoje bivše žene i tvrdio je da ih sve voli.

## Život na Zapadu i smrt
Od 1992. godine Jevtušenko je živio i radio u SAD na Univerzitetu u Talsi, Oklahoma, gdje je predavao rusku literaturu i evropski i ruski film na Kvins koledžu istog univerziteta. Često se vraćao u Rusiju gdje je bio gost poetskih susreta. Voznesenski, u jednom TV intervjuu, upitan o mjestu Jevtušenka u ruskoj poeziji, kazao je: „On sada živi u Americi.” Jevtušenko je odgovorio: „Ali, ja živim i u Rusiji. I radim važan posao — približavam Amerikancima Anu Ahmatovu, Marinu Cvetajevu, Borisa Pasternaka i druge velikane.” Svoju ulogu boravka i rada u Americi objašnjava prosto: „Ja maštam o vremenima kad više politika neće određivati kulturu, nego, naprotiv, kada će kultura ’uzeti pod svoje’ politiku.” Posljednjih desetak godina svoga života radio je na pisanju jedinstvene antologije Deset vijekova ruskog pjesništva, koja obuhvata doba od 11. do 21. vijeka. Sam je birao stihove ruskih pjesnika a o svakom pisao esej. Umro je u 85. godini života u Talsi, Oklahoma, a sahranjen pored Pasternaka u groblju moskovskog predgrađa Peredelkino po ličnoj želji.

## Nagrade, počasti i priznanja
- Ruski orden „Znak časti”[13]
- Ruski orden radničke crvene zastave
- Ruski orden za zasluge pred Otadžbinom[14]
- Čileanski orden Bernarda O’Higinsa[15]
- Medalja „Zaštitnika slobodne Rusije”[16]
- Ruski orden „Polarna zvijezda”
- Medalja „Raul Valenberg”
- Državna nagrada Sovjetskog Saveza u oblasti literature, umjetnosti i arhitekture[17]
- Državna nagrada Ruske Federacije u oblasti literature i umjetnosti
- Ruska nagrada „Zlatni lanac Zajednice”
- Ruska nagrada „Pjesnik”
- Ruska Carskoselska umjetnička nagrada
- Kineska međunarodna nagrada "Chzhunkun" (kin: 中坤国际诗歌奖; pin: ) [18]
- Italijanska nagrada „”[19]
- Američka nagrada „”[20]
- Italijanska nagrada „Đovani Bokačo”[3]
- Počasni građanin Petrozavodska[21]
- Počasni građanin Republike Karelija[22]
- Počasni građanin Irkutske oblasti[23]
- Počasni član Ruske akademije umjetnosti[24]
- Počasni član Kraljevske Španske akademije
- Počasni član Američke akademije nauka i umjetnosti[25]
- Počasni doktor Irkutskog državnog univerziteta
- Počasni doktor Petrozavodskog državnog univerziteta
- Kandidat za Nobelovu nagradu (1963)[26]
- Kandidat za Nobelovu nagradu na predlog ruskih Jevreja (2007)
- Asteroid 4234 imenovan po Jevtušenku (1994)[27]

## Literatura
- , str. 62
- , str. 482-3